# Notophthalmus
Notophthalmus es un género de anfibios caudados de la familia Salamandridae. Lo forman tres especies de tritones autóctonos de Norteamérica, que se distribuyen desde el sudeste de Canadá hasta el norte del estado de Veracruz y Puebla, pasando por el este de Texas.

## Especies
Según ASW:
- Notophthalmus meridionalis (Cope, 1880)
- Notophthalmus perstriatus (Bishop, 1941)
- Notophthalmus viridescens (Rafinesque, 1820)